# Partícula massiva d'interacció feble
En astrofísica i física de partícules, les WIMP o Weakly Interacting Massive Particles (partícules massives d'interacció dèbil) serien unes partícules teòriques que interaccionarien molt feblement amb la matèria ordinària (nucleons, electrons) i que formarien part de l'anomenada matèria fosca. Aquestes partícules només interaccionarien mitjançant la interacció feble i la força gravitatòria, produint aquesta última efectes globals en un sistema, però sense conseqüències locals. Les interaccions febles i gravitatòries únicament, associades a una partícula de massa important, de l'ordre d'un nucli atòmic, aportarien una solució creïble al problema que representa la hipotètica matèria fosca. Existeixen partícules reals al Model Estàndard que també interaccionen únicament mitjançant la interacció gravitatòria i feble, els neutrins, però aquests són massa lleugers i sols explicarien una part petita de la matèria fosca.
Diverses versions de teories supersimètriques contenen noves partícules pesants (LSP, com el neutralí) amb característiques consistents amb les esperades per a la matèria fosca. Mitjançant acceleradors de partícules com el Tevatró o l'LHC es tracta de provar la seua existència.